# Ляйч, Максим
Максим Ляйч (нем. Maxim Leitsch; родился 18 мая 1998 года, Эссен, Германия) — немецкий футболист, центральный защитник клуба «Майнц 05». Чемпион молодёжного чемпионата Европы в составе сборной Германии.

## Клубная карьера

### Бохум

#### Сезон 2016/17
В сезоне 2016/17 начал попадать в заявку на матч, но на поле не выходил. Первый матч он сыграл 10 декабря 2016 против «Мюнхен 1860», сыграв 81 минуту. После этого у него была простуда, из-за которой он пропустил матч с «Санкт-Паули». Второй матч в сезоне он провёл в последнем туре против «пиратов лиги», где вышел на замену на 68-й минуте.

#### Сезон 2017/18
Сезон 2017/18 начался для него в матче против «Арминии». Первую часть сезона чередовал непопаданием в заявку с игрой на поле. 1 марта он получил воспаление лонной кости и пропустил концовку сезона. В кубке Германии он сыграл матч с «Падеборном», где его команда проиграла и вылетела из кубка.

#### Сезон 2018/19
В начале сезона отыграл 8 матчей без замен и так же сыграл в кубке Германии против «Вайше», которая закончилась вылетом от клуба из Региональной лиги. 1 октября 2018 года случился рецидив воспаления лонной кости, а уже через две недели после восстановления 14 января 2019 года он получил мышечную травму и выбыл на год. В общей сложности из-за травм он пропустил 454 дня и 46 матчей.

#### Сезон 2019/20
Вернувшись в футбол 12 января 2020 года после травмы до карантина он успел сыграть 6 матчей, где отметился только как автор жёлтых карточек. После возобновления футбола он сыграл 8 матчей и забил свой первый гол в ворота «Санкт-Паули».

#### Сезон 2020/21
В сезоне 2020/21 сыграл все матчи, кроме домашнего матча против «Вюрцбургер Киккерс», который он пропустил из-за перебора жёлтых карточек и матча в Кубке Германии против «РБ Лейпциг» где он остался на лавке запасных. Отметился двумя голевыми передачами: в матче против «Зандхаузена» и в матче против «Хольштайна».

#### Сезон 2021/22
В сезоне 2021/22 он провёл один матч против «Вольфсбурга», который «Бохум» проиграл, и один матч в Кубке Германии против Вупперталя (1:2 в дополнительное время в пользу «Бохума»). 15 августа 2021 года получил травму бедра и выбыл на три месяца. 5 марта забил гол в ворота «Гройтер Фюрт». Из-за коронавируса пропустил матч против футбольного клуба «Майнц 05».
Всего за клуб сыграл 94 матча, где забил 2 мяча.

### Майнц 05

#### Сезон 2022/23
1 июля 2022 года перешёл в «Майнц 05». За клуб дебютировал в матче против «Бохума». 29 сентября получил травму подколенного сухожилия, от которой он вылечился 6 октября; 8 октября попал в заявку на матч с «РБ Лейпциг», но уже 10 октября заболел и выбыл на 67 дней.

## Карьера в сборной
В сборной Германии до 18 лет дебютировал в 2015 году в матче против Израиля, где вышел в старте и был заменён после перерыва. В сборной Германии до 19 лет дебютировал в матче против сборной России, где так же вышел в старте и был заменён на 62-й минуте. За молодёжную сборную Германии сыграл три матча: против Молдавии, Бельгии и Словении. На победном для сборной Германии турнире попал в заявку, но на поле так и не вышел.

## Статистика
| Клуб             | Сезон            | Лига              | Лига  | Лига | Кубок | Кубок | Всего | Всего |
| Клуб             | Сезон            | Турнир            | Матчи | Голы | Матчи | Голы  | Матчи | Голы  |
| ---------------- | ---------------- | ----------------- | ----- | ---- | ----- | ----- | ----- | ----- |
| Бохум            | 2016/17          | Вторая Бундеслига | 2     | 0    | 0     | 0     | 2     | 0     |
| Бохум            | 2017/18          | Вторая Бундеслига | 10    | 0    | 1     | 0     | 11    | 0     |
| Бохум            | 2018/19          | Вторая Бундеслига | 8     | 0    | 1     | 0     | 9     | 0     |
| Бохум            | 2019/20          | Вторая Бундеслига | 15    | 1    | 2     | 0     | 17    | 1     |
| Бохум            | 2020/21          | Вторая Бундеслига | 33    | 0    | 1     | 0     | 34    | 0     |
| Бохум            | 2021/22          | Бундеслига        | 19    | 1    | 3     | 0     | 20    | 1     |
| Майнц 05         | 2022/23          | Бундеслига        | 10    | 0    | 1     | 0     | 11    | 0     |
| Всего за карьеру | Всего за карьеру | Всего за карьеру  | 97    | 2    | 9     | 0     | 106   | 2     |

## Достижения

### Клубные
- Победитель Второй Бундеслиги: 2020/21

### В сборной
- Чемпион молодёжного чемпионата Европы: 2021